# 千葉県道109号横芝停車場吉田線
千葉県道109号横芝停車場吉田線（ちばけんどう109ごう よこしばていしゃじょうよしだせん）は、千葉県山武郡横芝光町横芝の横芝駅前広場を起点とし、匝瑳市吉田の千葉県道106号八日市場佐倉線との「吉田交差点」を終点とする県道である。起点の横芝駅前広場から横芝光町宮川の橋場交差点までは、千葉県道108号横芝停車場白浜線に重複している。

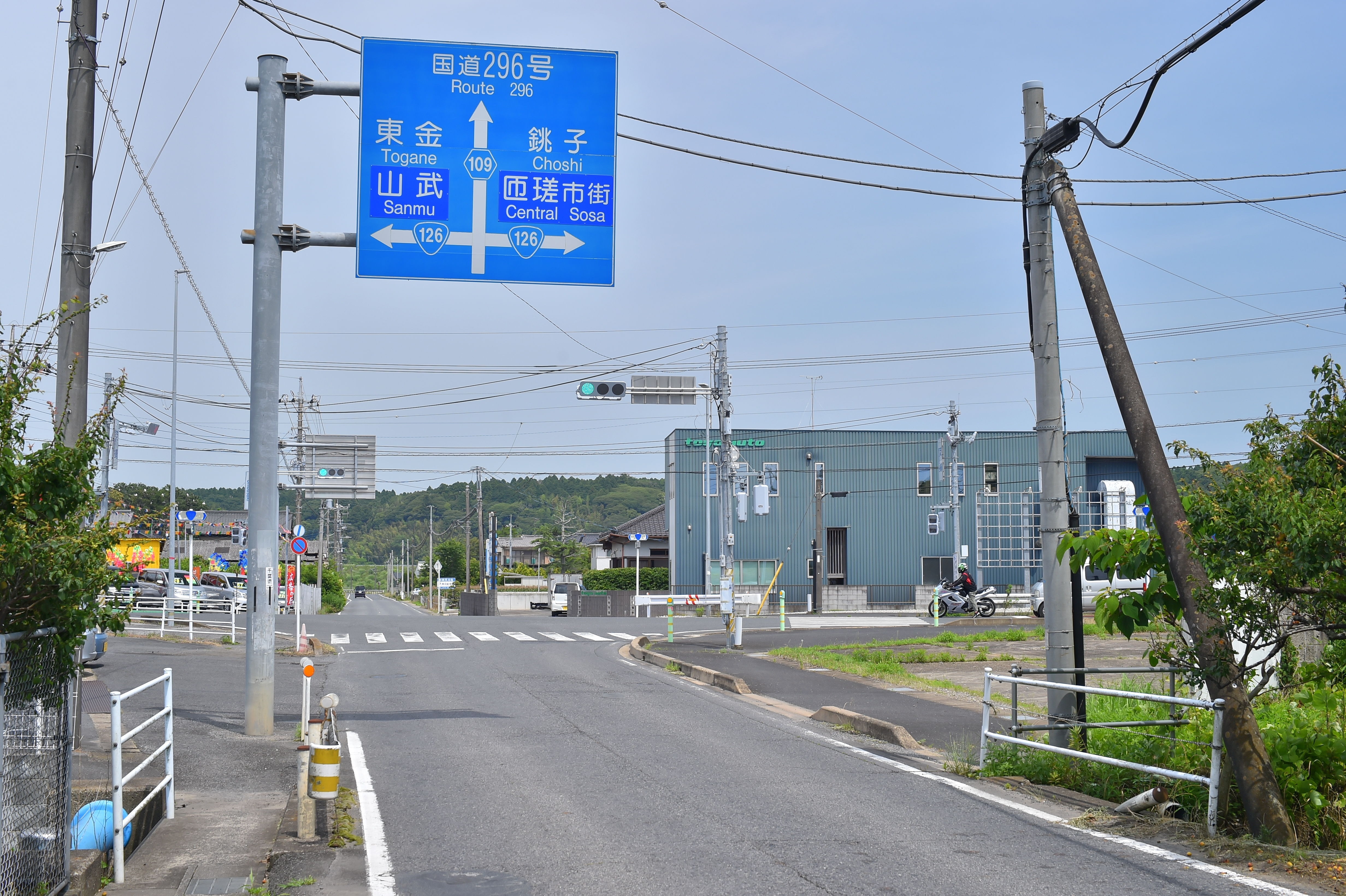
千葉県道109号横芝停車場吉田線・横芝光町芝崎（2023年6月）

## 起点・終点
- 千葉県山武郡横芝光町横芝（横芝駅前広場）
- 千葉県匝瑳市吉田（吉田交差点＝千葉県道106号八日市場佐倉線交点）

## 重複するおもな道路
- 千葉県道108号横芝停車場白浜線
千葉県山武郡横芝光町横芝（横芝駅前広場） - 山武郡横芝光町宮川（橋場交差点）
- 国道296号
千葉県匝瑳市吉田（国道296号とのT字路）- 匝瑳市吉田（吉田坂下交差点）

## 通過する自治体
- 千葉県
  - 山武郡横芝光町
  - 匝瑳市

## 接続するおもな道路

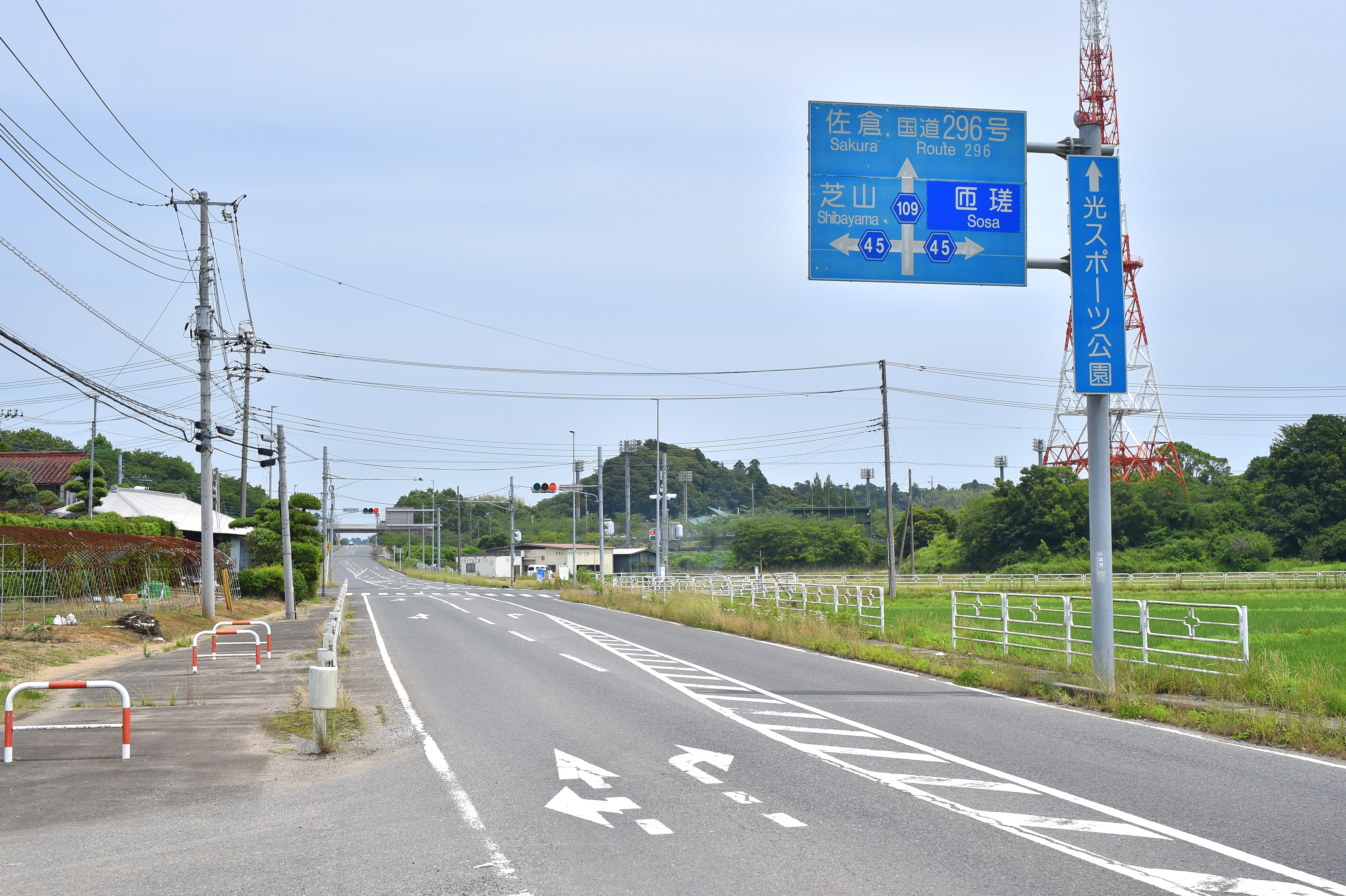
横芝光町二又の県道45号交点（2023年6月）

- 千葉県道108号横芝停車場白浜線（山武郡横芝光町横芝、横芝駅前広場、起点、重複）
- 千葉県道78号横芝上堺線（山武郡横芝光町横芝、横芝駅前交差点）
- 国道126号（山武郡横芝光町芝崎、芝崎交差点）
- 千葉県道45号八日市場八街線（山武郡横芝光町篠本、日吉交差点）
- 国道296号（匝瑳市吉田、吉田坂下交差点）
- 千葉県道106号八日市場佐倉線（匝瑳市吉田、吉田交差点、終点）

## 近道としての有効活用
- 国道126号東金・山武方面から国道296号佐倉方面・東総広域農道経由鹿嶋方面に向かうときや、逆に、国道296号佐倉方面・東総広域農道経由鹿嶋方面から国道126号東金方面へ向かうときに有効に利用をすることができる。
- 銚子連絡道路と国道296号を結ぶ際に千葉県道109号横芝停車場吉田線を利用すると便利である。